# Filip Wojciechowski
Filip Wojciechowski (ur. 1970 w Poznaniu) – polski pianista klasyczny i jazzowy.

## Życiorys
W latach 1989–1994 studiował w Akademii Muzycznej im. F. Chopina w Warszawie w klasie fortepianu prof. Bronisławy Kawalli oraz ukończył studium podyplomowym u prof. Jana Ekiera. Ponadto absolwent (dyplom z wyróżnieniem) Hochschule für Musik und Theater w Bernie w klasie fortepianu Tomasza Herbuta i kameralistyki Bruno Canino.
Laureat wielu nagród prestiżowych konkursów pianistycznych m.in. w Paryżu (Konkurs im. Clauda Kahna, 1990), w Darmstadt (Europejski Konkurs Chopinowski, 1992), Fribourgu (Konkurs „Piano 80”, 1997) i XIII Międzynarodowy Konkurs Pianistyczny im. Fryderyka Chopina (Warszawa, 1995). 
Muzyczna działalność pianisty została uhonorowana nagrodami w postaci stypendiów: Ministerstwa Kultury i Sztuki, Towarzystwa im. Fryderyka Chopina w Warszawie, firmy Yamaha, Medalem Młodej Sztuki w Poznaniu oraz nagrodą specjalną, ufundowaną przez pianistę Andrzeja Wąsowskiego. Jako solista występował z wieloma znanymi orkiestrami, a były to m.in.: Sinfonia Varsovia, Deustches Kammerorchester czy Filharmonia Berneńska. Pierwsze sukcesy jako pianista jazzowy odnosił, będąc członkiem grupy Central Heating Trio, z którą zdobył wiele nagród na konkursach jazzowych w kraju i za granicą (m.in I miejsce na festiwalu Jazz Juniors w Krakowie, „Klucz do Kariery” na Pomorskiej Jesieni Jazzowej w Gorzowie Wielkopolskim – trio dotarło także do finału IX European Jazz Competition w Leverkusen oraz otrzymało nagrodę specjalną, biorąc udział w konkursie jazzowym w Hoeilaart w Belgii). Występował również w kwartecie Zbigniewa Namysłowskiego, Gary'ego Guthmana, a także z Krzesimirem Dębskim oraz Richardem Galliano. W roku 2000 powstała formacja Filip Wojciechowski Trio, którą współtworzą także: Paweł Pańta i Cezary Konrad. W tym samym roku zespół nagrał w Berlinie (wyd. Sächsische Tonträger), krążek pt. Classic Jazz z jazzowymi transkrypcjami utworów muzyki klasycznej, zaś w 2003 roku trio dokonało kolejnego nagrania płytowego dla polskiej firmy Dux: Romantic Meets Jazz (wyd. Dux) również z jazzowymi transkrypcjami utworów muzyki klasycznej oraz z gościnnym udziałem trębacza Roberta Majewskiego. Od roku 2002 współpracuje z niemieckim wydawnictwem muzycznym Ostinato-Musik – a ponadto m.in. także z japońską wytwórnią Danon. Z okazji obchodów Roku Chopinowskiego, nakładem Polskiego Radia ukazała się płyta formacji Filip Wojciechowski Trio, zatytułowana Chopin i zawierająca jazzowe transkrypcje utworów Fryderyka Chopina. Zaś w 2011 roku ukazała się jego autorska płyta Moments z udziałem: trębacza Gary'ego Guthmana, saksofonisty Marcina Kajpera, oraz Polskiej Filharmonii Sinfonia Baltica ze Słupska pod dyr. Bohdana Jarmołowicza.
Ma także na koncie występy w większej części Europy, w Stanach Zjednoczonych, w Kuwejcie oraz w renomowanych salach, takich jak: Studio Koncertowe Polskiego Radia im. Witolda Lutosławskiego, Filharmonia Berlińska czy Konzerthaus w Berlinie. Brał udział w wielu festiwalach muzycznych, m.in.: w Szwajcarii (Sommets Musicaux de Gstaad), Niemczech (Usedomer Musikfestival), w Polsce (Festiwal Pianistyki Polskiej w Słupsku, Paderewski in Memoriam w Warszawie) czy we Francji (Festiwal im. G. Cziffry w Senlis).